# Convair XB-53
Convair XB-53 là một mẫu máy bay ném bom hạng trung phản lực do Convair đề xuất cho Không quân Lục quân Hoa Kỳ.

## Tính năng kỹ chiến thuật (XB-53)
Dữ liệu lấy từ 
Đặc tính tổng quát
- Kíp lái: 4
- Chiều dài: 79 ft 5 in (24,2 m)
- Sải cánh: 80 ft 9 in (24,6 m)
- Chiều cao: 23 ft 8 in (7,22 m)
- Diện tích cánh: 1,370 foot vuông (0,1273 m2)
- Trọng lượng rỗng: 31.760 lb (14.406 kg)
- Trọng lượng cất cánh tối đa: 60.000 lb (27.216 kg)
- Động cơ: 3 × General Electric J35 kiểu turbojet, 4.000 lbf (18 kN) thrust mỗi chiếc

Hiệu suất bay
- Vận tốc cực đại: 504 kn; 933 km/h (580 mph)
- Trần bay: 44.000 ft (13.000 m)

Vũ khí trang bị

- Bom: 12,000 lb (5 kg)